# Katharina Schütz
Katharina Schütz (* Juli 1956 in Bern) ist eine Schweizer Schauspielerin, Schauspiellehrerin und Sprecherin.

## Leben

### Ausbildung und Theater
Katharina Schütz wurde im schweizerischen Bern geboren. Bereits in ihrer Jugend wollte sie ihre Schweizer Heimat verlassen, da sie sich „Weite“ und „Raum für ihre Ideen und Fantasien“ wünschte. Sie wollte Schauspielerin werden und ging zum Studium nach Deutschland. Von 1975 bis 1978 absolvierte sie eine Schauspielausbildung an der Folkwang Hochschule der Künste in Essen.
Ihr erstes Engagement als Theaterschauspielerin hatte sie in der Spielzeit 1978/79 am Stadttheater Hildesheim. Sie spielte dort in ihrem ersten Jahr u. a. in Sonny Boys (Rolle: Krankenschwester im Sketch, Regie: Harald Nikelsky), in Monsieur Chasse oder wie man Hasen jagt von Georges Feydeau (Rolle: Babet, Regie: Pierre Léon), in Die Möwe (Rolle: Mascha, Regie: Uwe Berend), in Harold und Maude (Rolle: Sunshine Doré, Regie: Jan Bicycki), in Marat/Sade (Rolle: Tochter Coulmier, Regie: Holk Freytag) und in Draußen vor der Tür (Rolle: Das Mädchen, Regie: Harald Nikelsky).
In der Spielzeit 1979/80 folgte ein einjähriges Engagement an den Vereinigten Städtischen Bühnen Krefeld-Mönchengladbach. Dort trat sie u. a. in Armer Ritter von Peter Hacks (Rolle: Blütenprinzessin, Regie: Horst-Gottfried Wagner), in dem Musical Anatevka (Rolle: Hodel, Regie: Frank Croszey), in dem Kindermärchen Kalif Storch nach Wilhelm Hauff (Rolle: Eulenprinzessin Lusa, Regie: Horst-Gottfried Wagner), in Bürger Schippel von Carl Sternheim (Rolle: Thekla, Regie: Horst-Gottfried Wagner) und in Turandot von Friedrich Schiller (Rolle: Zelima, Regie: Horst-Gottfried Wagner) auf.
Bei den Freilichtspielen Schwäbisch Hall übernahm sie 1981 die Rolle der Charlotte in Molières Lustspiel Don Juan in der Inszenierung von Norbert Schwientek.
Es folgten Gastengagements am Theater Lübeck (1982; als Mylady de Winter in Die drei Musketiere), an den Hamburger Kammerspielen (Spielzeit 1982/83; in Der Untergang von Walter Jens nach Die Troerinnen von Euripides, Regie: Jan Aust) und am Zimmertheater Heidelberg (1988; als Linda in Spiel’s nochmal, Sam von Woody Allen, Regie: Ute Richter). 1989 gastierte sie erneut an den Hamburger Kammerspielen; sie spielte neben Dieter Bach die Rolle der Präsidentin de Tourvel in Gefährliche Liebschaften von Christopher Hampton (Regie: Kathrin Ackermann).
1992 hatte sie ein Gastengagement an den Westfälischen Kammerspiele Paderborn; sie verkörperte die Helena in den Troerinnen. 1994 trat sie am SeeBurgTheater in Kreuzlingen als Constanze in der Johann-Nestroy-Posse Der Talisman auf. 1995/96 spielte sie an der Internationalen Kulturfabrik Kampnagel Hamburg die Titelrolle in Ariadne von Unica Zürn. Ab 1997 folgten regelmäßige Auftritte am Staatstheater Oldenburg, so 1997 als Mutter Hundejule in Tätowierung von Dea Loher (Regie: Katja Czellnik) und 1998–2000 als Donna Lucia d’Alvadores in Charleys Tante (Regie: Henning Rühle).
Sie gastierte 2002 am Theater Lüneburg (Regie: Jürgen Nola) und 2003/2004 am Theater Kiel (Regie: René Heinersdorff) als Vorsitzende der Operngilde in dem Lustspiel Otello darf nicht platzen von Ken Ludwig. 2008 gastierte sie am Stadttheater Bremerhaven in einer Bühnenfassung von Dogville von Lars von Trier als Gloria. Bei der Schleswig-Holsteinischen Landesbühne übernahm sie 2012 die Rolle der Frau Direktor Hassenreuter in Die Ratten von Gerhart Hauptmann (Regie: Angelika Zacek).
Ab Juli 2018 spielte sie in der Serbenhalle (Raxwerke) in Wiener Neustadt u. a. die Hofrätin Ida Schwarz-Gelber in Die letzten Tage der Menschheit von Karl Kraus in der Inszenierung von Paulus Manker.

### Film und Fernsehen
Schütz ist seit Anfang der 1980er Jahre auch als Schauspielerin in Kinofilmen, Fernsehfilmen und Fernsehserien aktiv. Schwerpunkt ihrer Filmtätigkeit war das Fernsehen.
In der Fernsehserie Schwarz Rot Gold war sie 1982 und 1984 in zwei Folgen in der Rolle der Ermittlerin Frau Lenius zu sehen. 1989 übernahm sie in dem Kinofilm Johnny Sturmgewehr die Rolle der Psychiaterin Gerda Ruchti. 1991 spielte sie in Der große Bellheim von Dieter Wedel mit. 1991–1993 hatte sie eine durchgehende Serienhauptrolle als Mutter Sonja Brendel in der Kinderserie Neues vom Süderhof. 1998 war sie in dem Kinofilm David im Wunderland zu sehen. Sie spielte Dr. Elisabeth Kramer, die alleinerziehende Mutter des aus einem wohlhabenden Elternhaus stammenden Jugendlichen Michael Kramer, der eine ungewöhnliche Freundschaft mit einem Jungen aus einer streng religiösen Sekte beginnt.
Es folgten zahlreichen Serienepisodenrollen in Stadtklinik (1998; als Mutter und Ehefrau Erika Schumpeter), Zwei Männer am Herd (1999; als Rickis Mutter), Doppelter Einsatz (2001), Alphateam – Die Lebensretter im OP (2001 als Annegret Maywald, Mutter des Schülers und Vergewaltigers Karsten Maywald, die ihrem Sohn ein falsches Alibi gibt), Die Rettungsflieger (2002; als Verlagschefin Claire Krone), SOKO Leipzig (2004; als Entführungsopfer Andrea Kreimayer), Der Pfundskerl (2005; als Heiratskandidatin Ingrid von Trost) und Da kommt Kalle (2010; als Pyramidenspielerin Frau König).
Daneben hatte sie kleinere Rollen in den Fernsehfilmen Hilfe, ich bin Millionär (2003; als Maklerin Frau Willuweit), Gestern gibt es nicht (2003; als Freundin Britta Hollmann neben Suzanne von Borsody), Die Frau am Ende der Straße (2006; Regie: Claudia Garde, als Bibliothekarin in einer öffentlichen Leihbücherei) und Wie ein Licht in der Nacht (2010; Regie: Florian Baxmeyer, als zweite Ehefrau Lisa Binder).
Von 2009 bis 2025 hatte sie als Schuldirektorin Marlies Schröder-Hartmann eine wiederkehrende Serienrolle in der Jugendserie Die Pfefferkörner.
In der ZDF-Krimireihe Das Duo spielte sie 2012 in dem Fernsehfilm Der tote Mann und das Meer die Rolle der zwielichtigen Apothekerin Bernadette Sorge. Im März 2015 war sie in der ZDF-Serie Sibel & Max in einer Episodennebenrolle zu sehen. Sie spielte Frau Bendix, die ehemalige Nachbarin der Serienfigur Olaf Jensen. Im Kinofilm Freistatt (2015) war sie Frau Brockmann, die Ehefrau des Heimleiters, und in der Folge 7 Es ist nie vorbei der TV-Reihe Stralsund (2015, Regie: Christine Hartmann) die JVA-Direktorin. In der 7. Staffel der TV-Serie Morden im Norden (2021) übernahm sie eine der Episodenrollen als vermögende Immobilienmaklerin und Touristin aus Vancouver.

### Lehrtätigkeit und Sprecherin
Neben ihrer Tätigkeit als Schauspielerin arbeitet Schütz seit vielen Jahren als Schauspiellehrerin. Außerdem gibt sie Seminare in Körpersprache und arbeitet als Coach.
Katharina Schütz tritt seit vielen Jahren zusätzlich auch mit Lesungen und literarischen Leseabenden auf. Ihr Repertoire reicht dabei von William Shakespeare bis zu den klassischen Texten der literarischen Moderne. Sie liest u. a. Albert Cohen, Thomas Bernhard, Mário de Andrade und Bruno Schulz. Sie ist mittlerweile eine Spezialistin für moderne Literatur aus China und liest Guo Xiaolu, Yu Hua, Liao Yiwu und den Literatur-Nobelpreisträger Mo Yan. Häufig stellt sie Texte von Frauen in den Mittelpunkt ihrer Lesungen; so gehören Texte von Marguerite Duras, Annemarie Schwarzenbach, Hannah Arendt, Swetlana Alexijewitsch (2011 beim Harbourfront Literaturfestival in Hamburg), Olga Tokarczuk, Anne Carson, Rosa Schapire und Helene Hanff zu ihren Programmen.
In der Spielzeit 2017/18 las sie regelmäßig im Allee-Theater in Hamburg in der Veranstaltungsreihe „Genussmomente der besonderen Art“, die unregelmäßig einmal im Monat stattfindet.
Schütz lebt seit vielen Jahren in Hamburg. Privat fühlt sie sich aufgrund des Flairs besonders im Schanzenviertel wohl. Sie besitzt neben der Schweizer Staatsbürgerschaft auch die deutsche Staatsangehörigkeit.

## Filmografie
- 1982; 1984: Schwarz Rot Gold (Fernsehserie, 2 Folgen)
- 1984: Zielscheiben (Kinofilm)
- 1985: Wochenendgeschichten (Fernsehserie, Folge Jan und Joy)
- 1985: Es muss nicht immer Mord sein (Fernsehserie, Folge In Schönheit sterben)
- 1986: Großstadtrevier (Fernsehserie, 2 Folgen)
- 1989: Johnny Sturmgewehr (Kinofilm)
- 1989: Leo Sonnyboy
- 1990: Tatort: Howalds Fall (Fernsehreihe)
- 1991: Gesucht wird Ricki Forster (Fernsehserie, 2 Folgen)
- 1991: Typen wie Du und ich (Fernsehserie)
- 1991: Zwei Münchner in Hamburg (Fernsehserie, 1 Folge)
- 1991–1993: Neues vom Süderhof (Fernsehserie, 13 Folgen)
- 1993: Der große Bellheim (Fernsehvierteiler, Teil 2)
- 1993: Spurlos (Fernsehserie)
- 1994: Die Stadtindianer (Fernsehserie, 1 Folge)
- 1996: Schuldig auf Verdacht (Fernsehfilm)
- 1996: Wenn ich nicht mehr Lebe (Fernsehfilm)
- 1996: Zwei Leben hat die Liebe (Fernsehfilm)
- 1997: Die Feuerengel (Fernsehserie, 1 Folge)
- 1997: David im Wunderland (Kinofilm)
- 1998: Stadtklinik (Fernsehserie, Folge Unerreichbar)
- 1999: Zwei Männer am Herd (Fernsehserie, 2 Folgen)
- 2001: Die Reise nach Kafiristan (Kinofilm)
- 2001: Alphateam – Die Lebensretter im OP (Fernsehserie, Folge Alibi)
- 2001: Doppelter Einsatz: Verhängnis (Fernsehreihe)
- 2002: Die Rettungsflieger (Fernsehserie, 1 Folge)
- 2002: Sophiiiie! (Kinofilm)
- 2003: Hilfe, ich bin Millionär (Fernsehfilm)
- 2003: Alle meine Mütter (Kurzfilm)
- 2003: Gestern gibt es nicht (Fernsehfilm)
- 2004: SOKO Leipzig (Fernsehserie, Folge Durchgebrannt)
- 2004: Hey!
- 2004: Tatort: Stirb und werde (Fernsehreihe)
- 2005: Der Pfundskerl (Fernsehserie, Folge Giftbrühe)
- 2006: Krimi.de (Fernsehserie, Folge Netzpiraten)
- 2006: Die Frau am Ende der Straße (Fernsehfilm)
- 2006: M.E.T.R.O. – Ein Team auf Leben und Tod (Fernsehserie)
- 2009–2025: Die Pfefferkörner (Fernsehserie, 16 Folgen)
- 2010: Da kommt Kalle (Fernsehserie, Folge Herzkreis Chaos)
- 2010: Wie ein Licht in der Nacht (Fernsehfilm)
- 2010: Wochenkarte (Kurzfilm)
- 2011: Zeitfenster (Kurzfilm)
- 2012: Das Duo: Der tote Mann und das Meer (Fernsehreihe)
- 2012: Der Dicke/Die Kanzlei (Fernsehserie, Folge Schlag auf Schlag)
- 2015: Freistatt (Kinofilm)
- 2015: Sibel & Max (Fernsehserie, Folge Lügen und Geheimnisse)
- 2015: Stralsund: Es ist nie vorbei (Fernsehreihe)
- 2016: Neben der Spur – Amnesie (Fernsehreihe)
- 2017: Verräter (Fernsehfilm)
- 2019: Tage des letzten Schnees (Fernsehfilm)
- 2021: Morden im Norden (Fernsehserie, Folge Alte Heimat)
- 2021: Schwarze Insel
- 2024: Tatort: Geisterfahrt
- 2024: Solo für Weiss – Tödliche Wahl (Fernsehreihe)